# 長鯨丸
長鯨丸(ちょうげいまる/ちゃうげいまる)は、幕府海軍の、後に日本海軍(軍務官直轄)の運送船(運輸船)。
長鯨は「大きな鯨」の意味。
杜甫の『飲中八仙歌』に「飲如長鯨吸百川」(飲ムコト長鯨ノ百川ヲ吸フガ如シ)とある。

## 船歴

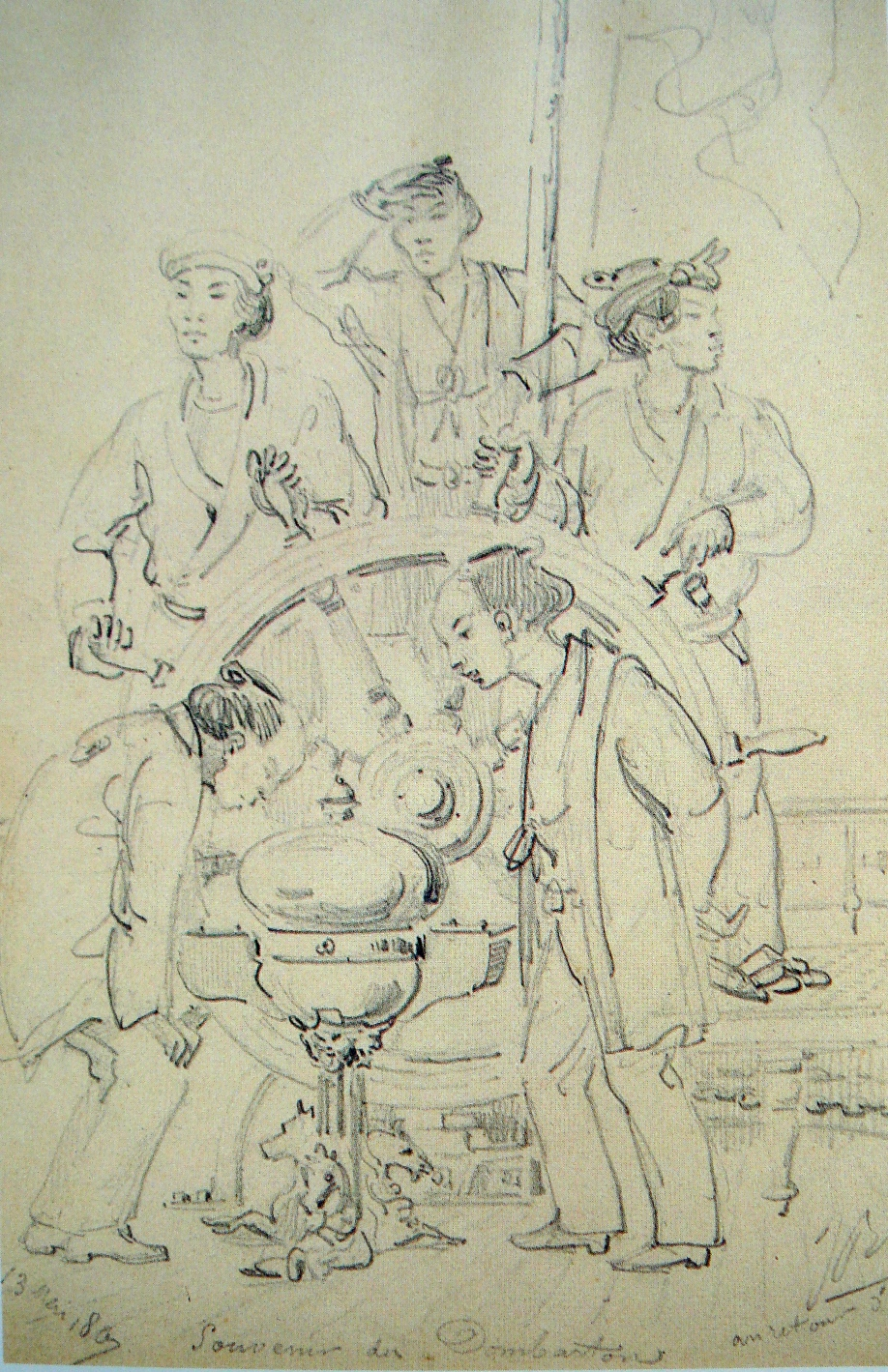
幕府海軍長鯨丸の日本人水兵(1867年、ジュール・ブリュネ作)

元は1864年(元治元年)にイギリス・グラスゴーで竣工したイギリスの鉄製外輪汽船DANBERTON(ダンバートン、ドムバルトン)。建造はWilliam Denny and Brothers。
慶応2年(1866年)8月12日に江戸幕府が横浜で購入し、
長鯨丸と命名した。価格は20万ドルであった。
7月に大阪城にて死去した将軍徳川家茂の遺体を運ぶため、9月2日に大阪を出航し、6日に江戸に到着している。
慶応4年(明治元年)4月11日、幕府艦船処分の際に徳川氏(静岡藩)に与えた。
同年8月19日に榎本艦隊に編入され、函館に向かった。
同年6月に箱館戦争で新政府軍が捕獲、6月12日に軍務官所管となったが11月10日に民部省へ移管された。
『日本近世造船史 明治時代』によると、明治3年大蔵省に移管した。
その後は汽船回漕会社に交付、万里丸(萬里丸)と改名され1880年(明治13年)まで使用された。
更に三菱会社で浮き倉庫(ハルク)として使用された。
または、明治3年1月に廻漕会社が創設され、「長鯨丸」はそこに属す。廻漕会社は明治4年1月に廻漕取扱所に継承される。明治5年8月には日本国郵便蒸気船会社が創立されて廻漕取扱所所有船が払い下げられた。この時に「長鯨丸」は「萬里丸」と改名された。しかし同社の経営は悪化し、1875年6月にその所有船は「長鯨丸」も含めて政府に買い上げられ、会社は解散となった。買い上げられた汽船は同年9月に郵便汽船三菱会社に下げ渡され、「萬里丸」も同社所属となった。「萬里丸」は1877年に帆船となり、1878年に庫船とされた。その後は明らかでない。

## 要目
『日本近世造船史 明治時代』による要目は右上表の通り。
その他の文献による主な要目は以下の通り。
- 『日本海軍艦船名考』:長41間4尺(75.76m)、幅6間(10.91m)、深3間4尺(6.67m)[5]。
- 『日本海軍史』第7巻:長さ77.6m、幅11.2m、吃水6.3m[16]。

## 船長
- 相浦紀道(忠一郎):明治2年7月20日(1869年8月27日)[17][注釈 1] - 明治3年(1870年)3月[18]